# Estação La California
A Estação La California é uma das estações do Metrô de Caracas, situada no município de Sucre, entre a Estação Los Cortijos e a Estação Petare. Administrada pela C. A. Metro de Caracas, faz parte da Linha 1.
Foi inaugurada em 19 de novembro de 1989. Localiza-se no cruzamento da Avenida Francisco de Miranda com a Avenida Santiago León de Caracas. Atende a paróquia de Petare.